# Zélie Rixhon
Zélie Rixhon est une actrice belge née en 2007. Elle est révélée par ses rôles dans la série Souviens-toi et le long métrage L'Incroyable Histoire du facteur Cheval.

## Biographie

### Débuts
Zélie Rixhon, depuis toute petite, apprend la comédie et la danse dans une école de cirque contemporain créée par sa mère,. Elle est habituée à y jouer des spectacles.

### Carrière
En 2015, après un premier casting passé à l'âge de huit ans, elle entame une carrière d'actrice avec le rôle de Louna dans le documentaire tout public de fiction La nuit du grand loup d'Olek Yaro. Ayant passé la nuit avec ses parents en Moselle, Louna entend l'appel du sculptural Grand Loup aux yeux jaunes. Elle n'a pas peur de traverser l'antre de la gueule de loup. L'esprit de la nature lui fait rencontrer Wakan. Le court métrage tourné en nuit américaine est diffusé au parc animalier de Sainte-Croix.
Elle joue Marion dans Au rythme où bat mon cœur avec Erika Sainte et Nicolas Herman, le premier film de Christine Aubry sur la disparition d'un enfant. Dans le premier court métrage de Sébastien Pradel, Je suis Némésis en sélection officielle lors du festival du film Nikon avec Sonny Sun et Franck Boss, elle interprète le rôle de Lila enfant.
En 2016, d'avril à juin en Belgique, Zélie Rixhon joue Julie Bassot dans la série télévisée d’anticipation Transferts avec Arieh Worthalter et Brune Renault pour Arte.
Le réalisateur-scénariste Pierre Aknine l’engage pour incarner Madeleine Frankwiller, la jeune survivante du massacre de sa famille dans Souviens-toi d'Anne Badel, aux côtés de Marie Gillain et Sami Bouajila,,,,. Pour pouvoir tourner, elle a reçu l'autorisation de la commission des enfants du spectacle,. La scène qu'elle a préférée est au moment où toute l'équipe applaudit la scène de l'enterrement puisqu'il s'agit de la dernière du tournage. Sa mère l'a autorisé à regarder la série bien qu'elle n'ait pas l'âge requis,.
En 2018, elle joue Zoé dans Tous les dieux du ciel de Quarxx avec Jean-Luc Couchard et Thierry Frémont qu'elle retrouve après Transferts.
Elle décroche le rôle de Virginie Lambert dans la série Mytho (Arte) de Fabrice Gobert avec Marina Hands.
En 2018, pour Nils Tavernier, Zélie Rixhon est Alice dans son premier long métrage L'Incroyable Histoire du facteur Cheval,,. Elle y incarne Alice, la fille de Ferdinand Cheval, et y côtoie notamment Jacques Gamblin et Laetitia Casta.
Fin 2018, elle est retenue pour interpréter Léa, la fille de Grégory Montel dans Les Parfums de Grégory Magne.

## Filmographie

### Longs métrages
- 2018 : Tous les dieux du ciel de Quarxx : Zoé
- 2018 : L'Incroyable Histoire du facteur Cheval de Nils Tavernier : Alice Cheval
- 2020 : Les Parfums de Grégory Magne : Léa
- 2021 : Vacances de Béatrice De Stael et Léo Wolfenstein
- 2022 : Hunter’s son de Ricky Rijneke

### Courts métrages
- 2015 : La Nuit du grand loup d'Olek Yaro : Louna
- 2015 : Au rythme où bat mon cœur de Christine Aubry : Marion
- 2015 : Je suis Némésis de Sébastien Pradel : Lila
- 2016 : Entre deux de Emmeline Vanden Waeyenbergh à la HELB : Léa

### Télévision
- 2017 : Transferts de Claude Scasso et Patrick Benedek, Arte : Julie Bassot (6 épisodes)
- 2017 : Souviens-toi de Pierre Aknine, M6, RTBF : Madeleine Frankwiller (6 épisodes)
- 2019 : Mytho de Fabrice Gobert, Arte : Virginie Lambert (12 épisodes)
- 2022 : Attraction de Indra Sierra
- 2022 : Sophie Cross d'Adeline Darraux (saison 2)
- 2022 : Les Invisibles de Chloé Micout (saison 3)
- 2025 : Un dimanche de chasse de Catherine Klein : Anaïs Cellier

### Clip
- 2016 : Mon chapiteau du chanteur mouscronnois Tivoty, réalisé par Lorenzo Vanin

### Box office télévision
1. M6 : 3,36 millions de téléspectateurs pour le premier épisode de Souviens-toi[23] de Pierre Aknine et Anne Badel